# Joan Llevadot i Estradé
Joan Llevadot i Estradé (Vimbodí, 1904 - Vimbodí, 1993) fou un polític i advocat català.
El 1932 fou nomenat cap dels Serveis Centrals del Conselleria de Finances de la Generalitat de Catalunya i després membre de la Comissió Assessora de la Presidència de la Generalitat de Catalunya fins que hagué de renunciar al càrrec en acabar la guerra civil espanyola el 1939. S'exilià a Montpeller i Prada fins al 1946. Al seu retorn es dedicà a exercir d'advocat. El 1988 va rebre la Creu de Sant Jordi.